# Csortea-csúcs
A 2427 méter magas Csortea-csúcs (románul: Vârful Ciortea, németül Hohe Scharte) a Fogarasi-havasok része.

## Galéria

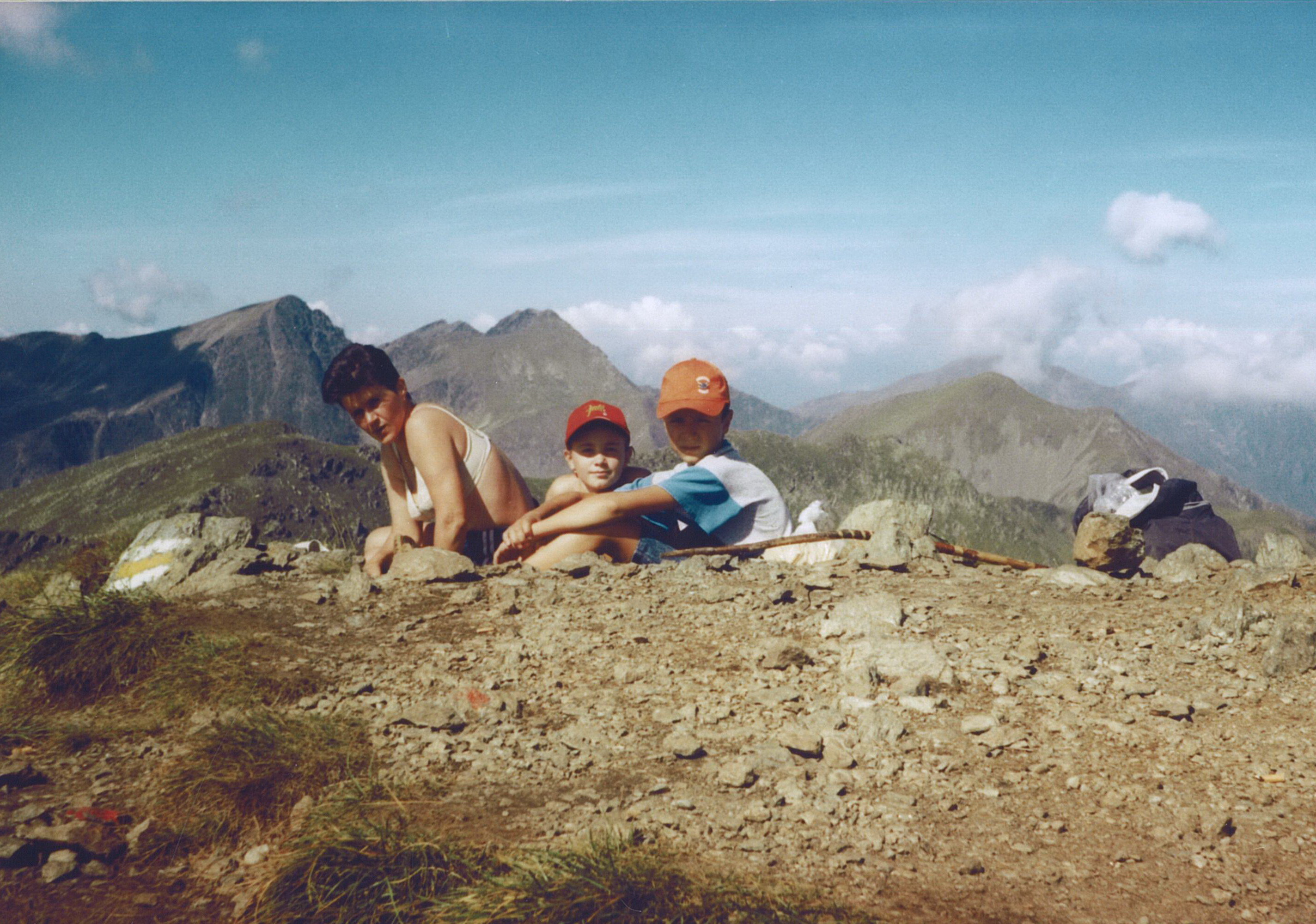
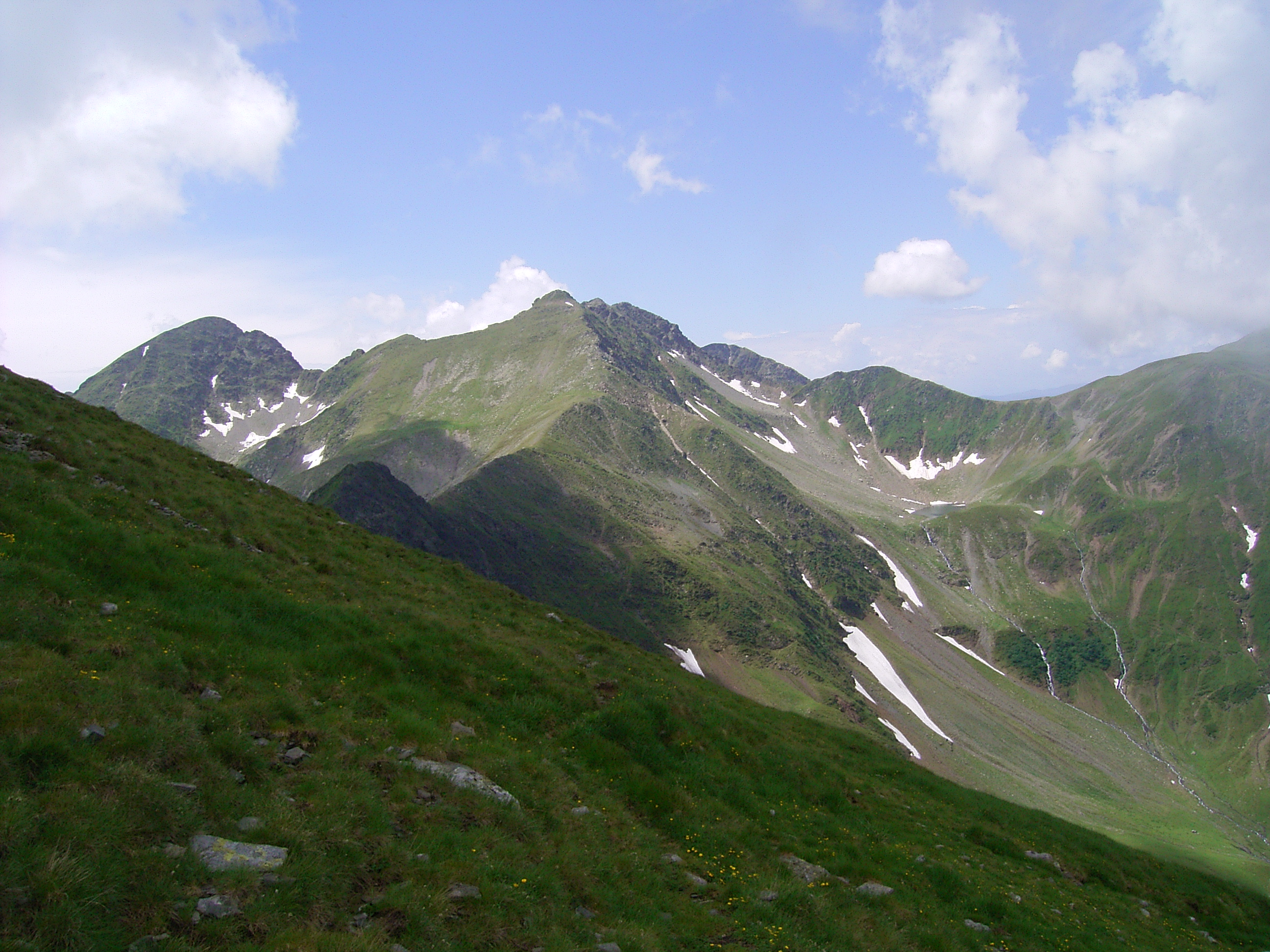
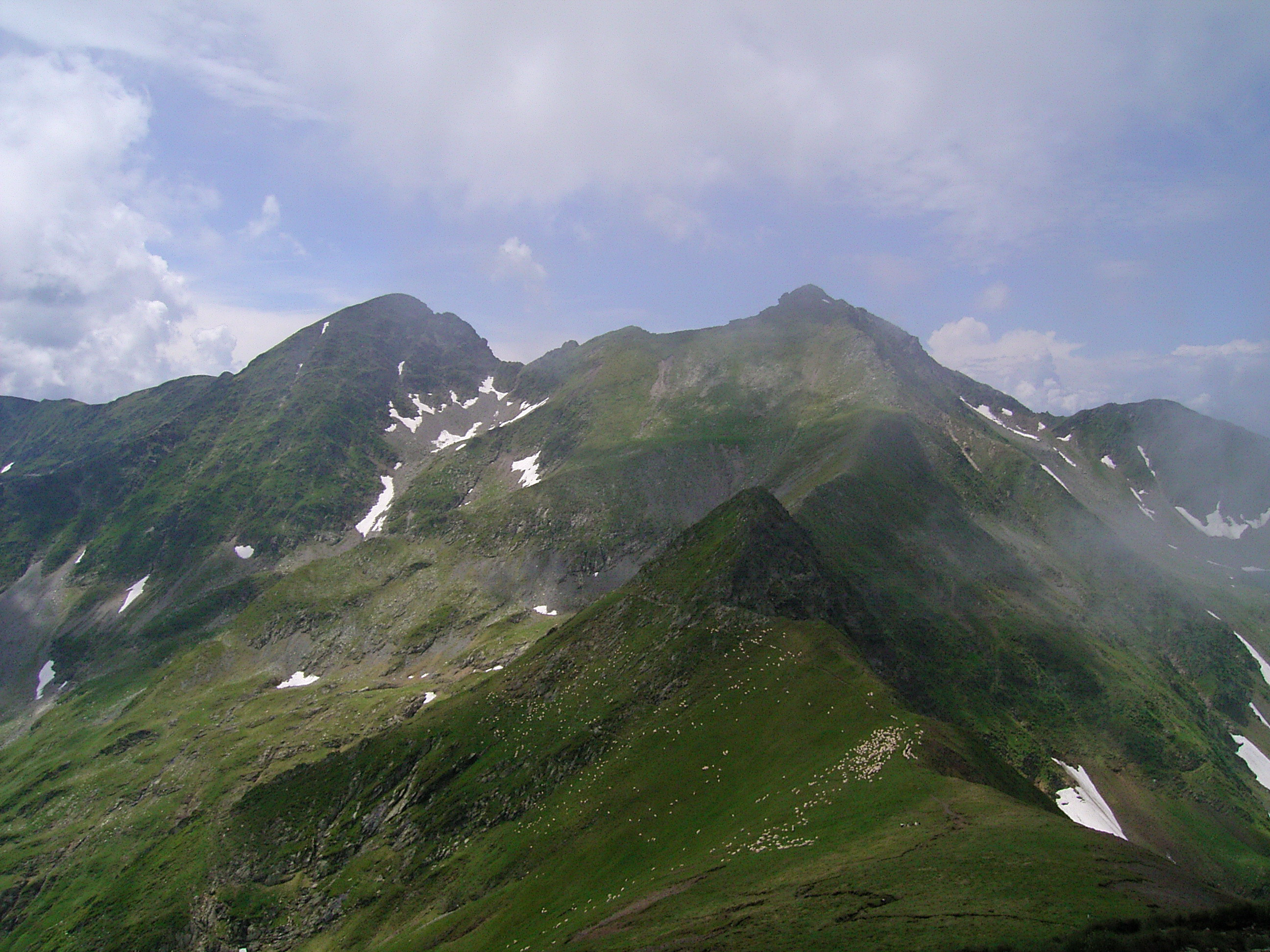